# Eois dibapha
Eois dibapha är en fjärilsart som beskrevs av William Schaus 1912. Eois dibapha ingår i släktet Eois och familjen mätare. Inga underarter finns listade i Catalogue of Life.